# Kim Sung-gan
Kim Sung-gan (Hanja: 金成汗, Hangeul: 김성간; * 17. November 1912 in Pjöngjang; † 29. Mai 1984) war ein südkoreanischer Fußballspieler.

## Nationalmannschaft
1940 debütierte Kim für die japanische Fußballnationalmannschaft.